# The Bravery
The Bravery es una banda estadounidense de Rock Alternativo.

## Historia

### Formación y disco homónimo

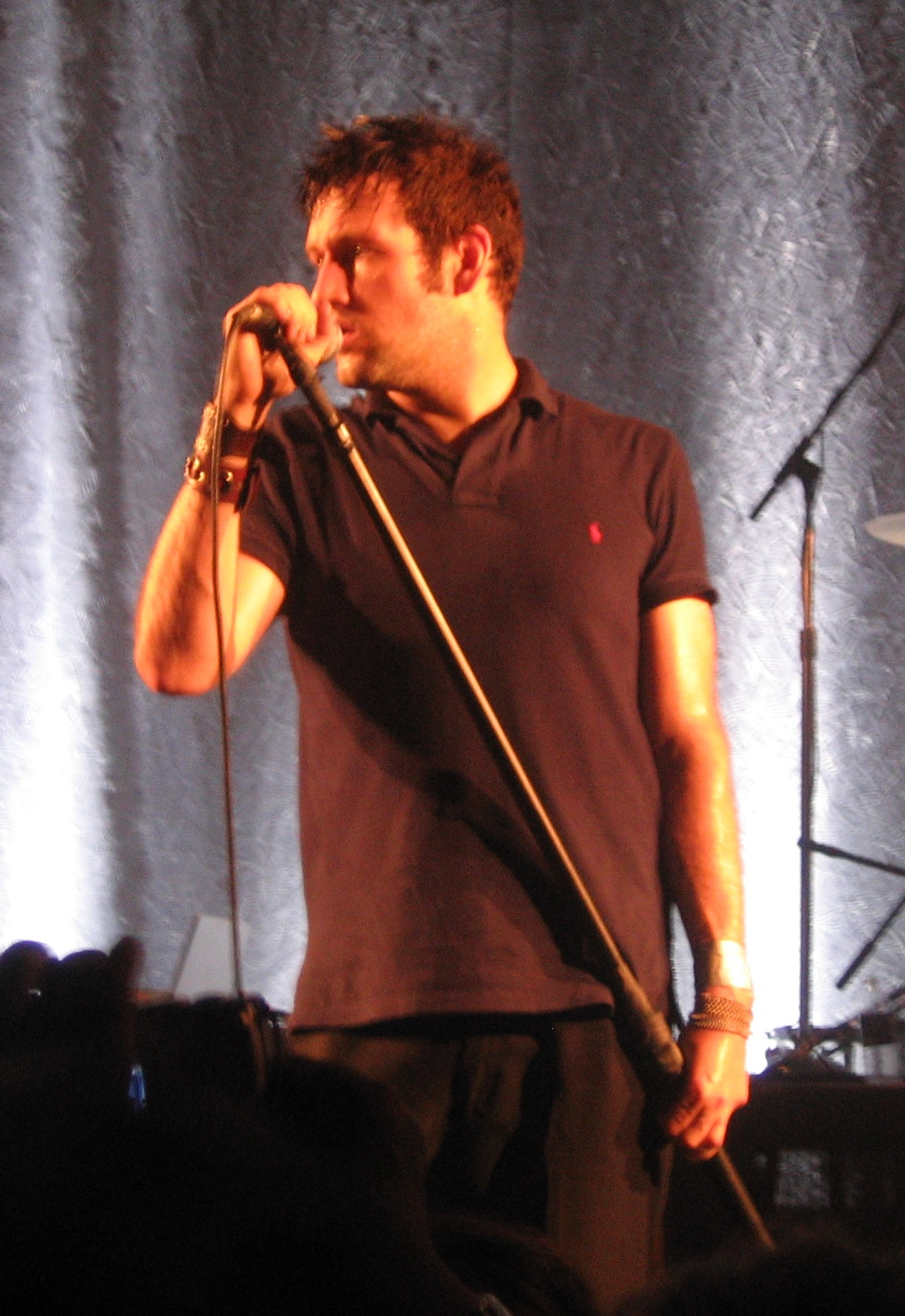
Sam Endicott en 2005.

Sam Endicott se crio en Washington D. C., mientras que John Conway provenía de Santa Bárbara. Ambos, siendo Endicott cantante y Conway teclista, se conocieron en una escuela de arte en Nueva York y en 2000 se fueron a vivir a Chinatown. Michael Zakarin y Mike Hindert —guitarrista y bajista, respectivamente— eran viejos amigos y se fueron a vivir a Nueva York en la misma época que Sam y John. Según Sam relata, «estábamos todos buscando una banda y más tarde nos encontramos. A ellos les gustó el sonido en el que John y yo estábamos trabajando; extrañamente parecía una unión natural».
Anthony Burulcich vivía en Boston y estudiaba percusión en Berklee College of Music, pero tras la repentina muerte de su hermana, se mudó Nueva York para estar con su familia. El día en que llegó a dicha ciudad, recibió una llamada de Sam Endicott y ya con cinco miembros, en 2003 se formó The Bravery. Los mismos integrantes de la banda quemaron CDs con su álbum y, tras viajar a Londres, a finales de 2004 firmaron con Island Def Jam y Polydor. Al tener contrato con dos discográficas, surgió la posibilidad de volver a grabar su disco en un «estudio real», pero los integrantes de The Bravery se negaron, ya que «así estaba bien». En sus inicios, la agrupación se caracterizó por colgar gratuitamente sus canciones en internet, sobre lo que Zakarin dijo: «Seríamos hipócritas si nos quejáramos [de haberlo hecho], porque realmente nos ayudó».
A inicios de enero de 2005, The Bravery fueron elegidos como Sound of 2005 por la BBC. El 18 de enero la banda lanzó el EP Unconditional. El mismo mes el grupo fue proclamado como «la próxima gran cosa de Nueva York» por The Village Voice. El 15 de febrero la banda realizó un concierto junto con Hope of the States, Sons and Daughters y Willy Mason en el London Astoria. Matthew Butler de Drowned in Sound calificó el show de The Bravery con ocho puntos de diez y dijo: «Hablando de helados, el mejor acto del planeta en este momento, aparentemente, es The Bravery». Rob Fitzpatrick de NME también criticó dicho concierto y se refirió al grupo como «el más perfectamente construido en el mundo de hoy», y agregó que «An Honest Mistake» es «una brillante canción pop».
El primer sencillo de la agrupación, «An Honest Mistake», se publicó el 28 de febrero de 2005 en formato de disco compacto y de vinilo e incluye, además de la canción homónima, la pista «Hey Sunshiney Day». Una versión de CD exclusiva para Alemania incluye un tercer tema titulado «No Brakes». Alcanzó los puestos noventa y siete, treinta y tres y siete de las listas de venta de Estados Unidos, Irlanda y Reino Unido, respectivamente.
El 29 de marzo del mismo año, la agrupación publicó su álbum debut titulado The Bravery, el cual se ubicó en la posición dieciocho del Billboard 200.

### The Sun and the Moon

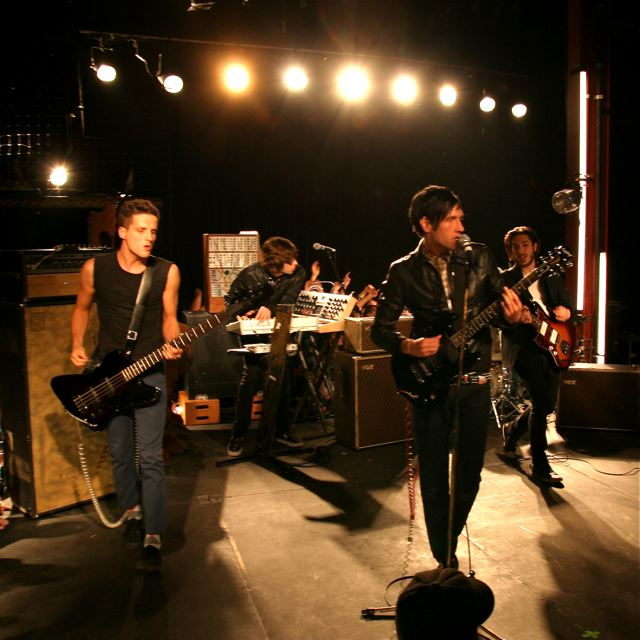
The Bravery en 2008, durante el video musical de «Believe».

Endicott habló a la revista Billboard acerca del próximo trabajo de la banda, The Sun and the Moon. Él dijo, con respecto a The Bravery y al nuevo disco; «We went so synth-crazy que se volvió un poco aburrido para nosotros», y comentó acerca de la canción «Every Word Is a Knife in My Ear»: «Es como una mezcla extraña entre los [Rolling] Stones y los Ramones, aunque en realidad no suena como ninguno de ellos. En el fondo, es solo una canción "jódete" de punk rock». El 8 de mayo de 2007, The Bravery realizó dos conciertos secretos gratuitos en Arlene's Grocery, un pequeño local en Nueva York. En dicho show interpretó canciones de The Sun and the Moon y The Bravery. El vocalista del grupo comentó: «Van a ser casi tres años desde que hicimos nuestro primer show, y fue aquí mismo, en Arlene's. Es genial estar de vuelta, lo extrañábamos mucho». El disco finalmente se lanzó el 22 de mayo de 2007, y alcanzó la posición veinticuatro en el Billboard 200. Del álbum se desprendieron dos sencillos, «Time Won't Let Me Go» y «Believe». El primero de estos se lanzó 16 de julio de 2007 y alcanzó las posiciones diez y treinta y seis en las listas Alternative Songs y Dance/Club Play Songs de la revista Billboard, respectivamente. Mientras tanto, «Believe» obtuvo la posición cuatro en Alternative Songs.

### Stir the Blood

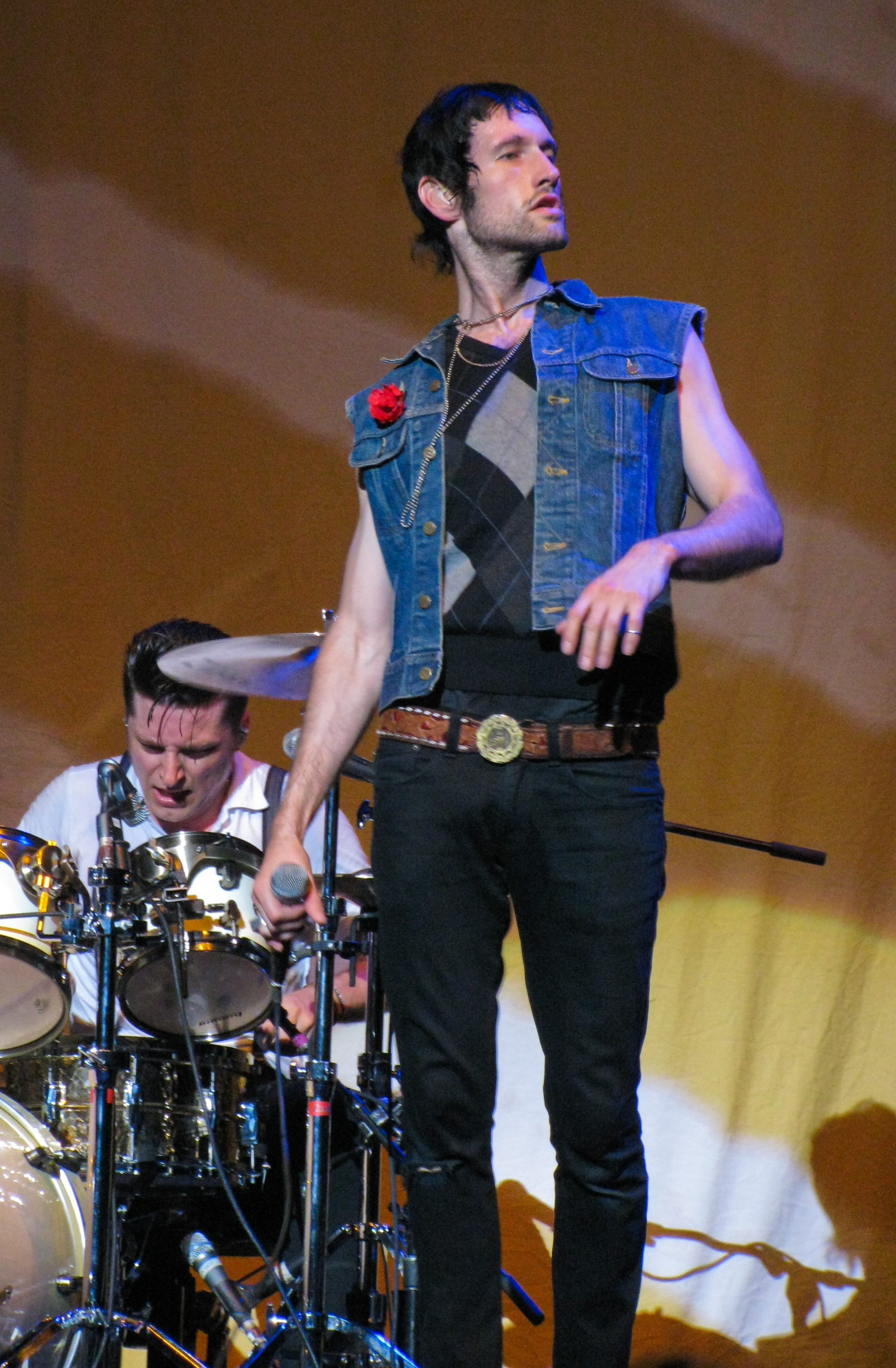
Anthony Burulcich y Sam Endicott en 2009.

El 1 de diciembre de 2009, se lanzó el tercer material de estudio de la banda, Stir the Blood. Alcanzó las posiciones ciento treinta y cinco y treinta en las listas Billboard 200 y Rock Albums, ambas de Estados Unidos. El primer y único sencillo del álbum, «Slow Poison» —lanzado el 22 de septiembre de 2009—, logró únicamente ingresar a las listas Alternative Songs y Dance/Club Play Songs en las posiciones veintitrés y cuarenta y seis, respectivamente. Cuatro días después del lanzamiento oficial del sencillo, se puso a la venta en Amazon.com una versión limitada de diez pulgadas.
En mayo de 2010, The Bravery anunció en su sitio web que estarían —junto con otros artistas como Muse, Vampire Weekend, Beck & Bat For Lashes y Metric— en la banda sonora de la película The Twilight Saga: Eclipse, con su canción «Ours». Un adelanto del tema estuvo disponible durante veinticuatro horas el día 2 de junio del mismo año, en la página web del soundtrack. Finalmente, The Twilight Saga: Eclipse: Original Motion Picture Soundtrack se lanzó el 8 de junio de 2010.

## Estilo musical e influencias

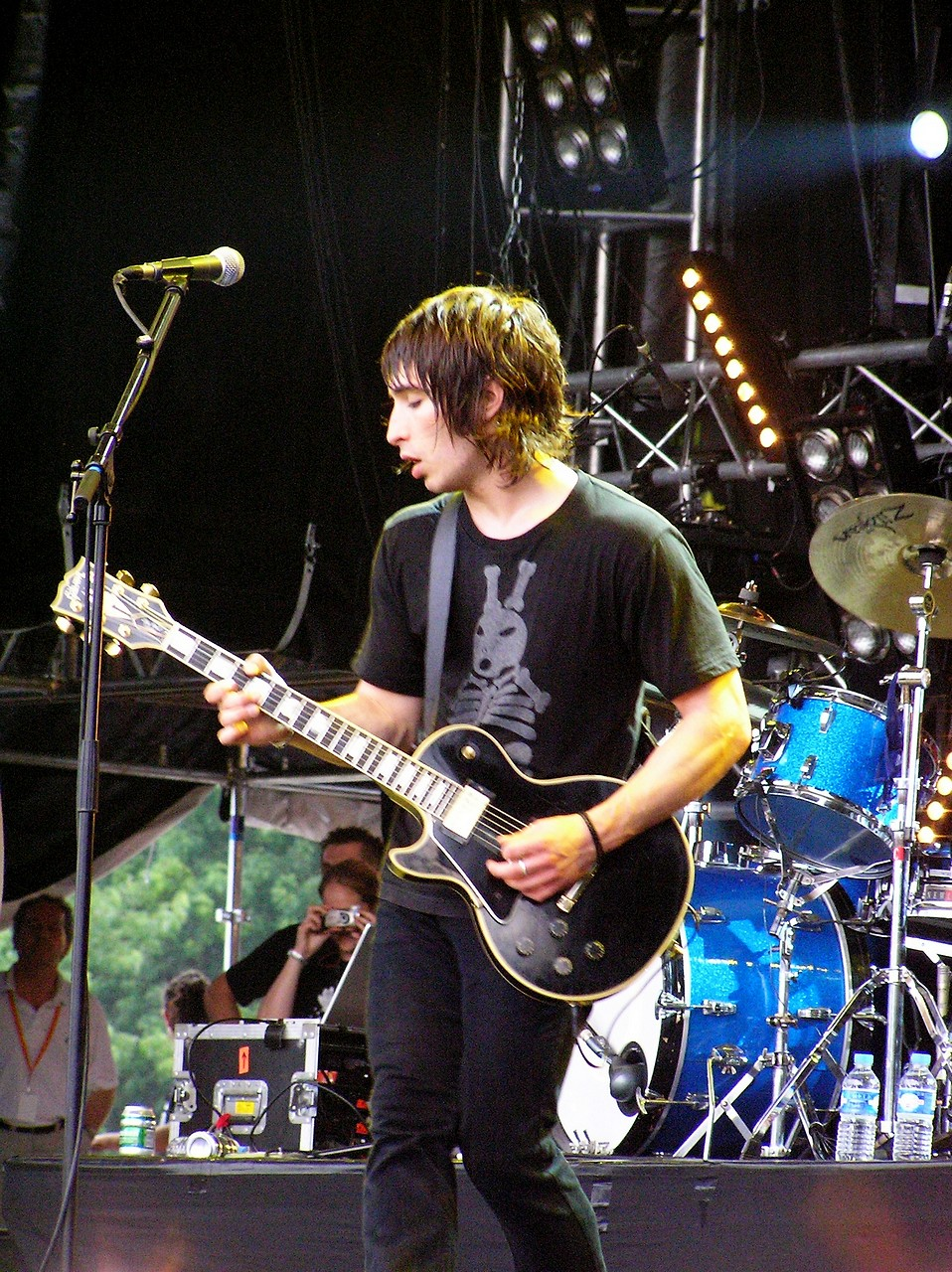
Michael Zakarin en 2005.

Sam Endicott ha citado a Fugazi, The Beatles, The Clash y Ramones como algunas de sus influencias. Él dijo: «Tengo influencias de todas partes, pero el punk fue una gran parte de mi educación».
El estilo del grupo ha sido principalmente catalogado como rock alternativo, indie rock, new wave y post punk revival. Producto del conflicto entre la banda y The Killers, MacKenzie Wilson de Allmusic dijo que el álbum debut homónimo de The Bravery es «juguetón y confiado, a diferencia de la estresante producción de The Killers, Hot Fuss». Algunos críticos coinciden en que el estilo de The Bravery se asemeja al de los años 80. Respecto a eso, Endicott dijo «no creo que sea justo, pero entiendo por qué lo dicen», y agregó: «La gente dice que debido a que usamos sintetizadores y a que nos maquillamos los ojos, somos una banda de new wave [...] creo que "An Honest Mistake" suena especialmente como de los 80, pero cuando la gente oiga el resto del álbum [The Bravery] no va a pensar de esa forma».

## Miembros
- Sam Endicott: voz, guitarra, programación
- John Conway: teclados, programación
- Michael Zakarin: guitarra líder
- Mike Hindert: bajo eléctrico
- Anthony Burulcich: batería

Fuente: Sitio web oficial de The Bravery

## Discografía

### Álbumes de estudio
| Año  | Álbum | Posiciones en listas | Posiciones en listas | Posiciones en listas | Posiciones en listas | Posiciones en listas |
| Año  | Álbum | EUA                  | EUA Rock             | FRA                  | IRL                  | RU                   |
| ---- | --- | -------------------- | -------------------- | -------------------- | -------------------- | -------------------- |
| 2005 | The Bravery - Publicación: 29 de marzo - Sello: Polydor, Island Def Jam - Formatos: CD, LP - Calificación de Allmusic: ·          | 18                   | —                    | 92                   | 15                   | 5                    |
| 2008 | The Sun and the Moon - Publicación: 18 de marzo - Sello: Polydor, Island Def Jam - Formatos: CD, LP - Calificación de Allmusic: · | 24                   | 7                    | —                    | —                    | —                    |
| 2009 | Stir the Blood - Publicación: 1 de diciembre - Sello: Polydor, Island Def Jam - Formatos: CD - Calificación de Allmusic: ·        | 135                  | 30                   | —                    | —                    | —                    |

### EP
| Año  | Álbum |
| ---- | --- |
| 2005 | Unconditional - Publicación: 18 de enero - Sello: Polydor, Island Def Jam - Formatos: CD, 7", descarga digital |

### Álbumesremix
| Año  | Álbum |
| ---- | --- |
| 2008 | The Sun and the Moon Complete - Publicación: 18 de marzo - Sello: Polydor, Island Def Jam - Formatos: CD |

### Álbumes en vivo
| Año  | Álbum |
| ---- | --- |
| 2010 | Live at the Wiltern Theater - Publicación: 8 de junio - Sello: Polydor, Island Def Jam - Formatos: DI, descarga digital |

### Sencillos
| Año  | Sencillo               | Posiciones en listas | Posiciones en listas | Posiciones en listas | Posiciones en listas | Posiciones en listas | Álbum                |
| Año  | Sencillo               | EUA                  | EUA Alt.             | EUA Dance            | IRL                  | RU                   | Álbum                |
| ---- | ---------------------- | -------------------- | -------------------- | -------------------- | -------------------- | -------------------- | -------------------- |
| 2005 | «An Honest Mistake»    | 97                   | 12                   | —                    | 33                   | 7                    | The Bravery          |
| 2005 | «Fearless»             | —                    | —                    | 34                   | —                    | 43                   | The Bravery          |
| 2005 | «Unconditional»        | —                    | 34                   | —                    | —                    | 49                   | The Bravery          |
| 2007 | «Time Won't Let Me Go» | —                    | 10                   | 36                   | —                    | —                    | The Sun and the Moon |
| 2007 | «Believe»              | —                    | 4                    | —                    | —                    | —                    | The Sun and the Moon |
| 2009 | «Slow Poison»          | —                    | 23                   | 46                   | —                    | —                    | Stir the Blood       |

## Premios y nominaciones
| Año  | Premio                 | Categoría                        | Trabajo nominado    | Resultado |
| ---- | ---------------------- | -------------------------------- | ------------------- | --------- |
| 2005 | MTV Video Music Awards | MTV2 Award                       | «An Honest Mistake» | Nominado  |
| 2005 | mtvU Woodie Awards     | Breaking Woodie                  | «An Honest Mistake» | Nominado  |
| 2005 | MuchMusic Video Awards | Best International Video - Group | «An Honest Mistake» | Nominado  |
| 2006 | ShockWaves NME Awards  | Worst Album                      | The Bravery         | Nominado  |

## Controversia

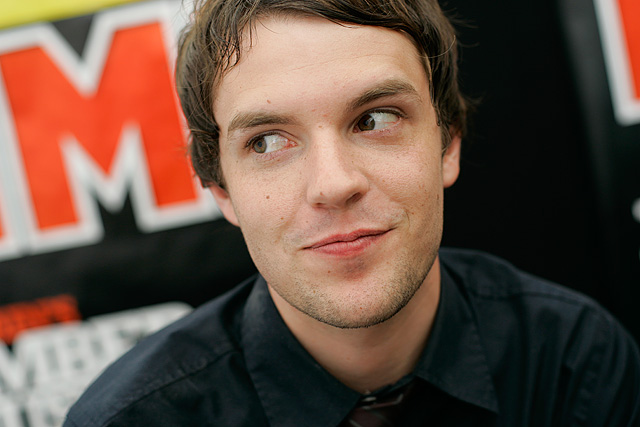
Brandon Flowers.

### Conflicto con The Killers
En 2005, el grupo estadounidense The Killers acusó a The Bravery de robar su «aspecto, estilo y sonido». El líder de dicha banda, Brandon Flowers, dijo que The Bravery solía ser una agrupación totalmente distinta, hasta que decidió seguir los pasos de su grupo para alcanzar la fama. En respuesta, los integrantes de The Bravery culparon a The Killers de copiar su imagen para «animar sus aburridas presentaciones en vivo». Sam Endicott dijo: «Pobre chico, está asustado. Me siento mal hablando de él, porque es como golpear a una niña. Es como meterse con un niño en silla de ruedas». Michael Zakarin agregó: «Si los has visto en vivo, son increíblemente aburridos». Más allá de la segunda mitad del año 2006, Endicott dijo a NME: «Él [Brandon Flowers] me llamó de la nada y se disculpó. Yo estaba en un aeropuerto y no creí que fuera él [...] él dijo: "Lo siento mucho, soy una persona celosa y fui un idiota. Lo siento". Y lo respeto por eso, tú sabes, es algo difícil de hacer».

## Otras apariciones

### En videojuegos
| Año                 | Canción                                   | Videojuego                     | Ref.   |
| ------------------- | ----------------------------------------- | ------------------------------ | ------ |
| 2005                | «An Honest Mistake (Superdiscount Remix)» | Burnout Revenge                | [ 51 ] |
| 2005                | «Unconditional»                           | Tony Hawk's American Wasteland |        |
| «An Honest Mistake» | MVP Baseball 2005                         | [ 52 ]                         |        |
| 2009                | «Believe»                                 | Band Hero                      | [ 53 ] |
| 2011                | «Ours»                                    | Shift 2: Unleashed             | [ 54 ] |

También aparece su canción «Swollen Summer» en el videojuego Gran Turismo 4.

### En álbumes
| Año  | Canción | Álbum                        | Ref.   |
| ---- | ------- | ---------------------------- | ------ |
| 2010 | «Ours»  | Twilight Saga: Eclipse: OMPS | [ 55 ] |